# 讚岐府中站
讚岐府中站（日语：／ Sanuki-fuchū eki */?）是位於日本香川縣坂出市府中町，隸屬於四國旅客鐵道（JR四國）的鐵路車站，車站編號為Y05。本站現時只停靠普通列車，包括每天上下行各1班各站停車的「南風接駁號」。由於四國內已有另一個設於德島縣的府中站，為免名稱上的混淆，本站的站名遂加入舊令制國「讚岐」作為識別。
本站與香西站和八十場站均於1952年設立，設站初期的規模非常小。其中本站的月台長度只能容納2輛列車，因此絕大部份的列車都會通過而不停靠，使它們的地位和「臨時站」大致相近。1968年，由於國分站至鴨川站一段雙軌化，車站由原址向北遷移。新站設於堤壩之上，有效長度仍為2輛，每天只有上下行各1班列車停靠。1986年起，班次增加至每天7班。翌年相關路段電氣化後，車站設備才得到提昇，並且將月台的有效長度增至4輛，使所有普通列車能在本站停靠。

## 車站構造

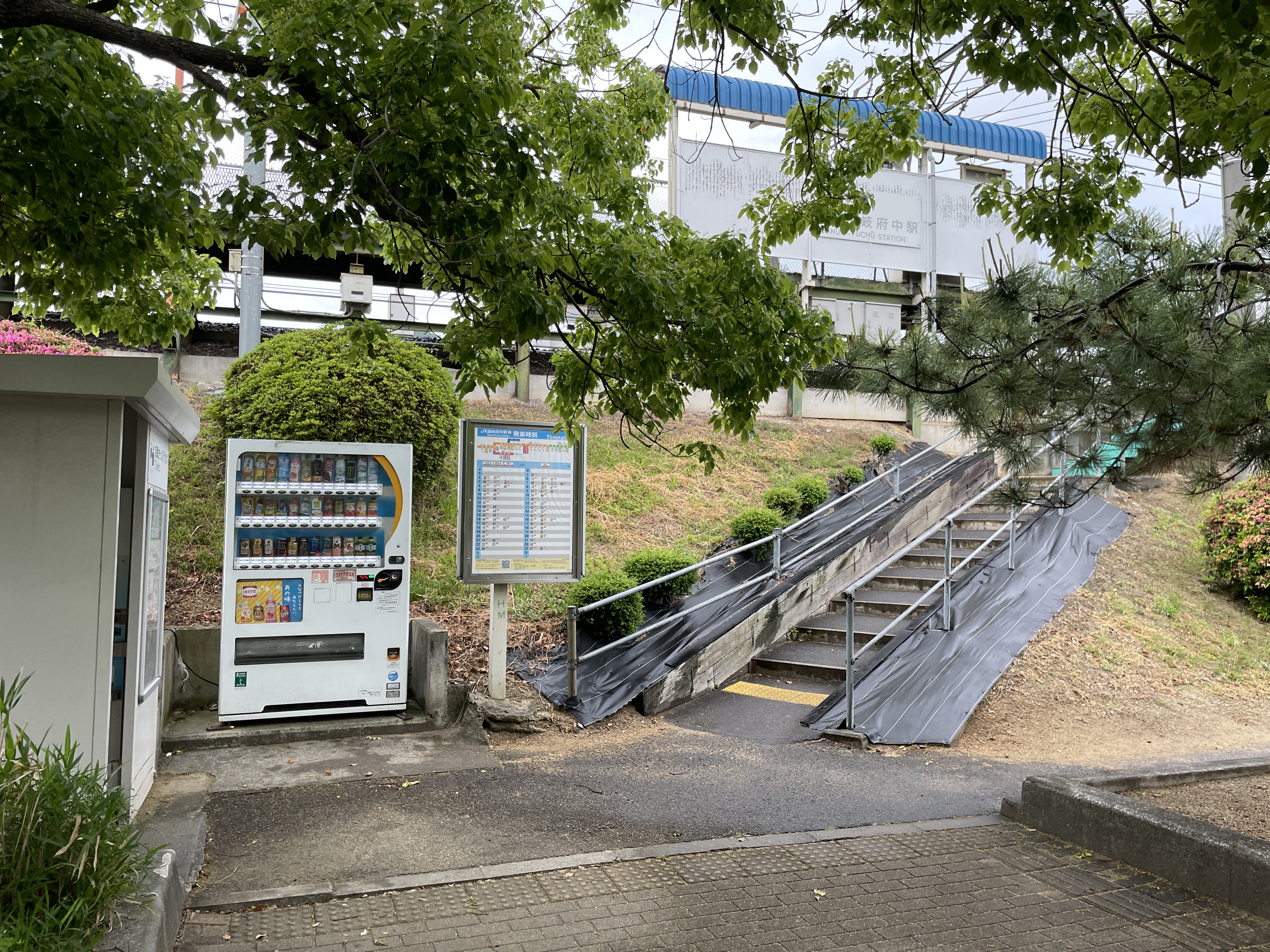
往坂出方向的出入口（2023年5月）

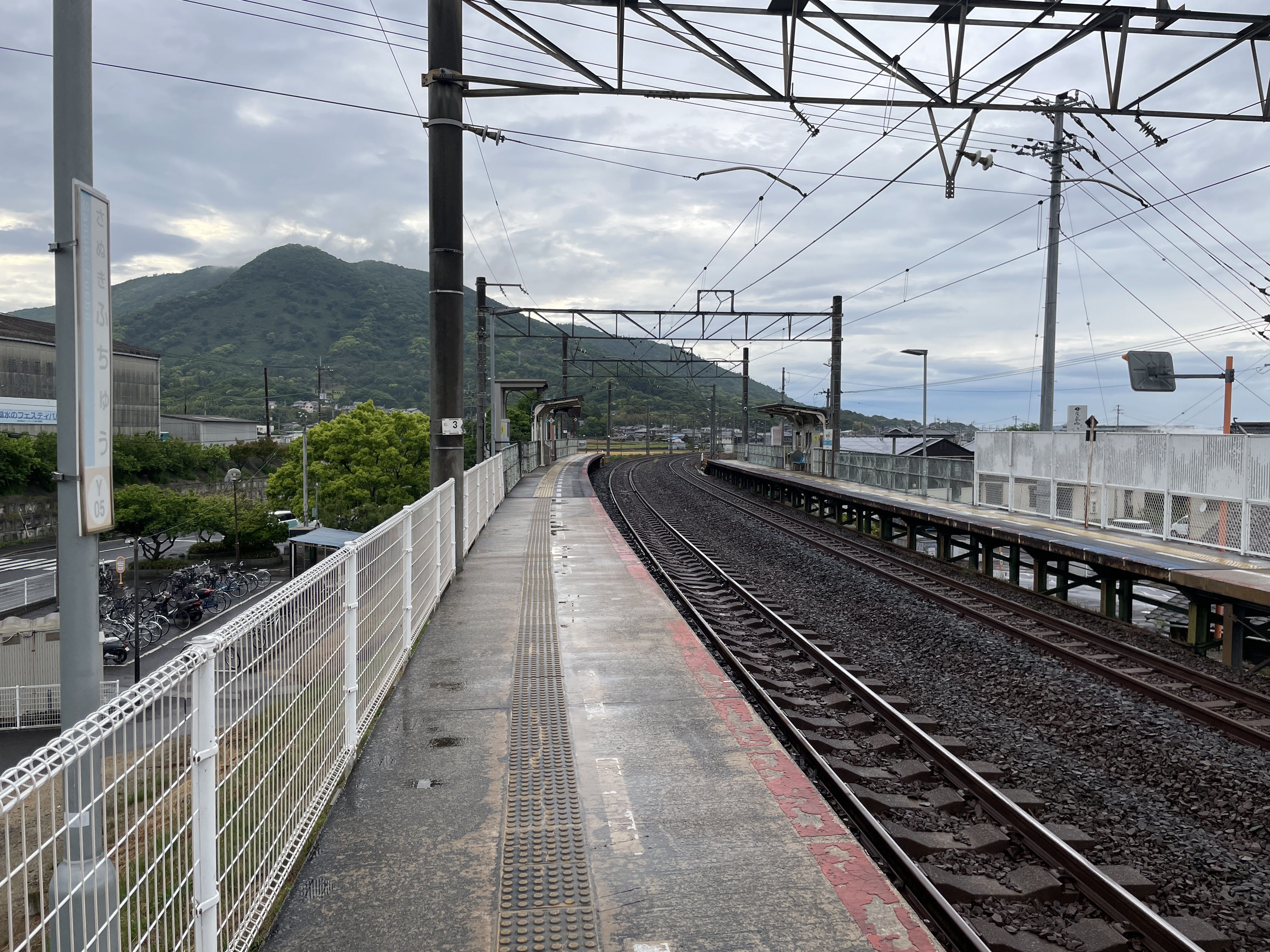
月台（2023年5月）

本站一直以來均以簡易車站模式營運，因此未曾興建過站房。車站出入口設於路面，在基堤下另外開設一個小隧道口，能讓汽車和行人通過。自動售票機則設於往高松方向的出入口。
站內設有側式月台2個，提供2線2面的配置。月台上並沒有標示月台編號，而是以上、下行的方式來標示，但在售票機上則顯示往坂出方向為1號月台；往高松方向的月台則為2號月台。站內的路軌雖與瀨戶大橋線的列車共用，但由於所有瀨戶大橋線列車均不停靠，因此月台的上、下行均以予讚線的方向來命名。
月台全以鋼板及角鐵所築搭而成，有效長度為4輛。兩邊月台均有各自的出入口，位於月台中間位置。由於位處較高，因此月台和地面只能以樓梯連接，並非無障礙通道。且因車站建於彎位上，因此列車停靠時，列車和月台間的空隙相對較闊。

### 月台配置
| 月台 | 路線    | 方向 | 目的地                   |
| ---- | ------- | ---- | ------------------------ |
| 1    | ■予讚線 | 上行 | 高松方向                 |
| 2    | ■予讚線 | 下行 | 多度津、觀音寺、琴平方向 |

## 歷史
- 1952年1月27日：開業[8]。
- 1968年9月29日：因應國分站－鴨川站間的路段雙軌化，車站被遷移至基堤上。
- 1987年4月1日：日本國鐵分割民營化，車站的營運由JR四國繼承。
- 2014年3月1日：可以使用「ICOCA」[9]。增設對應ICOCA的簡易式出、入閘專用拍卡器。

## 使用情況
每日平均上車人次如下。
| 上車人次推移 | 上車人次推移 |
| 年度         | 1日平均人數  |
| ------------ | ------------ |
| 2008         | 325          |
| 2009         | 315          |
| 2010         | 304          |
| 2011         | 297          |
| 2012         | 324          |
| 2013         | 350          |
| 2014         | 364          |

## 相鄰車站
四國旅客鐵道（JR四國）
■予讚線
■快速「Marine Liner」、■快速「Sunport」
通過
■普通
國分（Y04）－讚岐府中（Y05）－鴨川（Y06）